# 波吕亚努斯 (拉穆普萨库斯)
拉穆普萨库斯的波吕亚努斯（Polyaenus of Lampsacus，前340年—前285年），古希腊伊壁鸠鲁学派哲学家之一。他也是一位声名显赫的数学家，在伊壁鸠鲁的劝说下，他将自己的注意力转向哲学方面，并对此做出了极大贡献。

## 扩展阅读
- Polyaenus, Polieno. Frammenti, A. Tepedino Guerra (Italian translation), Napoli, (1991)
- Smith, William; Dictionary of Greek and Roman Biography and Mythology, "Polyaenus (2)" （页面存档备份，存于）, Boston, (1867)